# Bonniers compact lexikon
Bonniers compact lexicon är ett svenskspråkigt uppslagsverk i ett band som utgavs första gången 1995 av Bonniers (Bonnierförlagen Nya Medier). Därefter utkom det i flera nya upplagor fram till 2002. Verket karaktäriseras av rikliga illustrationer – särskilt för att vara ett så litet uppslagsverk – med 30 000 uppslagsord och 4 000 bilder på 1 300 ganska små sidor.